# The Crystal Set
The Crystal Set fue una banda de indie rock australiana formada en marzo de 1983. El grupo publicó dos álbumes, From Now On (1987) y Almost Pure (1991), antes de su separación en 1991. 

## Historia
La banda fue fundada en marzo de 1983 en Sídney por el bajista y vocalista Russell Kilbey, hermano menor de Steve Kilbey, líder de The Church, junto al guitarrista Phillip Maher, el tecladista Davey Ray Moor y el batería Charles Ratcliffe. Todos los miembros fundadores del grupo se habían conocido estudiando en el Copland College de Canberra. Kilbey y Ratcliffe habían formado parte anteriormente de una banda de garage llamada The Puppets. Tras unos meses de ensayos, comenzaron a actuar en el área de Sídney, extendiéndose pronto sus actuaciones a otras ciudades de Nueva Gales del Sur como Bathurst y Newcastle. El musicólogo australiano, Ian McFarlane, los describe como "una refinada y atmosférica marca de psicodelia y rock que atrajo influencias de artistas británicos tan diversos como The Cure y Brian Eno.
The Crystal Set publicaron un primer sencillo, "A Drop in the Ocean", producido por ellos mismos en diciembre de 1984, el disco fue además diseñado y distribuido por los propios miembros de la banda. En mayo de 1985 firmaron con el sello independiente Red Eye Records, y pronto editaron su segundo sencillo "Benefit of the Doubt". El disco fue producido por Steve Kilbey y Guy Gray. El primer sencillo también fue reeditado por Red Eye Records en noviembre de ese mismo año.
Tim Seckhold sustituyó a Ratcliffe en la batería en los siguientes dos sencillos, "Wholly Holy", publicado en abril de 1987 y "Who Needs Who Now?", publicado en diciembre del mismo año. En mayo de 1987 publicaron su álbum debut, From Now On, producido por Steve Kilbey, hermano mayor de Russell y miembro de The Church. Tanto el álbum como los sencillos tuvieron una discreta acogida en el circuito independiente australiano.
Moor abandonó la banda en abril de 1988 para unirse brevemente a The Church, antes de fundar Cousteau, su exitoso proyecto musical. Fue sustituido por Craig Hooper (ex-the Reels), quien además produjo el siguiente trabajo del grupo, Cluster, un EP de seis temas publicado en julio de ese mismo año. 
En mayo de 1989 la banda se reestructuró, Kilbey asumió la guitarra y la voz principal y Luke Blackburn se incorporó al bajo. Cuando Red Eye Records firmó un acuerdo de distribución con Polydor Australia en 1990, el segundo álbum de la banda, Almost Pure publicado en abril de 1991 tuvo un mayor impacto comercial, alcanzando el éxito a nivel nacional con los sencillos "She Spits out Stars" (1990) y "Thrive" (1991). 
En 1991 la banda se trasladó a Melbourne. Para promocionar Almost Pure estuvieron de gira por Australia acompañando de la banda británica, the Wonder Stuff, y encabezando sus propios conciertos en Melbourne, Sídney y Brisbane. A pesar del éxito alcanzado la banda se disolvió a finales de 1991.

## Miembros
- Russell Kilbey
- Phil Maher
- Davey Ray Moor
- Charles Ratcliffe
- Tim Seckhold
- Craig Hooper
- Luke Blackburn
- Darren "Fud" Ryan
- Paul Agar

## Discografía
- From Now On (Red Eye Records, 1987)
- Cluster (miniálbum, Red Eye Records, 1988)
- Umbrella (compilation, Red Eye Records/Polydor Records, 1990)
- Almost Pure (Red Eye Records/Polydor Records, 1991)